# 1969年の近鉄バファローズ
1969年の近鉄バファローズでは、1969年の近鉄バファローズの動向をまとめる。
この年の近鉄バファローズは、三原脩監督の2年目のシーズンである。

## 概要
開幕直後は阪神から移籍したジーン・バッキーが前年の負傷の影響から4連敗と不調、チームも4月下旬に9連敗を喫し最下位に低迷していたが、直後に6連勝で波に乗ると、5月中旬から怒涛の12連勝をマークし一気に首位争いに浮上。その後も連勝を重ね、6月26日には阪急を直接対決で下し、初めて首位に立った。打撃陣では大砲として獲得したジムタイルが両足の故障でまともに走れず「得点が本塁打を下回る」という不名誉な記録を残し1年で解雇された一方で、2年目の永渕洋三と小川亨がレギュラーに定着し、永渕は張本勲と同率で首位打者となり、またジムタイルの離脱で伊勢孝夫が一塁のレギュラーを獲得した。一方投手陣はバッキーが結局1勝も挙げられずこの年で引退したものの、鈴木啓示が3年連続20勝となる24勝を挙げ初めて最多勝のタイトルを獲得し、清俊彦も自身初の2桁となる18勝を挙げ、15勝の佐々木宏一郎と合わせて先発三本柱が安定した成績を残してチーム73勝のうち57勝をこの3人が稼いでチーム防御率もリーグ唯一の2点台を記録し、55完投はリーグ1位。7月以降阪急と熾烈なマッチレースを展開したチームは、10月15日の終了時点で阪急を勝率でわずかに上回り、最後の直接対決4連戦を迎えたが、最初の18日のダブルヘッダー第1試合で清が相手投手の宮本幸信にサヨナラ本塁打を打たれ敗れると、次の第2試合も佐々木が終盤に捕まり大敗、そして準本拠地藤井寺球場で行われた10月19日の試合は清と鈴木が長池徳士に2打席連続本塁打を打たれ3点を失い、その後2点を返し、9回も1死2塁と攻めるが後が続かずあと1点届かず、悲願の初優勝の夢はあと一歩のところで潰えた。

## チーム成績

### レギュラーシーズン
| 1 | 遊 | 安井智規   |
| 2 | 中 | 山田勝国   |
| 3 | 右 | 永淵洋三   |
| 4 | 左 | 土井正博   |
| 5 | 一 | ジムタイル |
| 6 | 三 | 飯田幸夫   |
| 7 | 二 | 相川進     |
| 8 | 捕 | 木村重視   |
| 9 | 投 | 鈴木啓示   |

| 順位 | 4月終了時 | 4月終了時 | 5月終了時 | 5月終了時 | 6月終了時 | 6月終了時 | 7月終了時 | 7月終了時 | 8月終了時 | 8月終了時 | 9月終了時 | 9月終了時 | 最終成績 | 最終成績 |
| ---- | --------- | --------- | --------- | --------- | --------- | --------- | --------- | --------- | --------- | --------- | --------- | --------- | -------- | -------- |
| 1位  | 阪急      | --        | 阪急      | --        | 阪急      | --        | 阪急      | --        | 阪急      | --        | 阪急      | --        | 阪急     | --       |
| 2位  | 東映      | 3.5       | 近鉄      | 2.5       | 近鉄      | 0.5       | 近鉄      | 0.0       | 近鉄      | 0.5       | 近鉄      | 1.0       | 近鉄     | 2.0      |
| 3位  | ロッテ    | 4.0       | 東映      | 6.0       | 東映      | 8.0       | 東映      | 6.0       | ロッテ    | 8.0       | ロッテ    | 6.5       | ロッテ   | 5.5      |
| 4位  | 南海      | 6.0       | ロッテ    | 7.0       | ロッテ    | 8.0       | ロッテ    | 8.5       | 東映      | 14.5      | 東映      | 17.0      | 東映     | 19.5     |
| 5位  | 西鉄      | 6.0       | 南海      | 7.5       | 西鉄      | 9.0       | 西鉄      | 12.0      | 西鉄      | 15.0      | 西鉄      | 20.5      | 西鉄     | 25.0     |
| 6位  | 近鉄      | 7.5       | 西鉄      | 10.0      | 南海      | 16.5      | 南海      | 18.5      | 南海      | 22.0      | 南海      | 24.0      | 南海     | 26.0     |

| 順位 | 球団             | 勝 | 敗 | 分 | 勝率 | 差   |
| 1位  | 阪急ブレーブス   | 76 | 50 | 4  | .603 | 優勝 |
| 2位  | 近鉄バファローズ | 73 | 51 | 6  | .589 | 2.0  |
| 3位  | ロッテオリオンズ | 69 | 54 | 7  | .561 | 5.5  |
| 4位  | 東映フライヤーズ | 57 | 70 | 3  | .449 | 19.5 |
| 5位  | 西鉄ライオンズ   | 51 | 75 | 4  | .405 | 25.0 |
| 6位  | 南海ホークス     | 50 | 76 | 4  | .397 | 26.0 |

## オールスターゲーム1969
| ファン投票 | 鈴木啓示     | 安井智規 | 永淵洋三 |
| 監督推薦   | 佐々木宏一郎 | 清俊彦   | 土井正博 |

## できごと
- 5月18日 - ジムタイルが対阪急6回戦（西宮）の2回表に3号本塁打を放つも、一塁ベース手前で左足が肉離れを起こして負傷し、伊勢孝夫がジムタイルの代走としてホームインする[2]。

## 表彰選手
| リーグ・リーダー | リーグ・リーダー | リーグ・リーダー | リーグ・リーダー |
| 選手名           | タイトル         | 成績             | 回数             |
| ---------------- | ---------------- | ---------------- | ---------------- |
| 永淵洋三         | 首位打者         | .333             | 初受賞           |
| 永淵洋三         | 最多安打         | 162本            | 初受賞           |
| 鈴木啓示         | 最多勝利         | 24勝             | 初受賞           |
| 鈴木啓示         | 最多奪三振       | 286個            | 3年連続3度目     |
| 清俊彦           | 最高勝率         | .720             | 初受賞           |

| ベストナイン | ベストナイン | ベストナイン |
| 選手名       | ポジション   | 回数         |
| ------------ | ------------ | ------------ |
| 鈴木啓示     | 投手         | 初受賞       |
| 永淵洋三     | 外野手       | 初受賞       |

## ドラフト
| 順位 | 選手名   | ポジション | 所属           | 結果                   |
| ---- | -------- | ---------- | -------------- | ---------------------- |
| 1位  | 太田幸司 | 投手       | 三沢高         | 入団                   |
| 2位  | 神部年男 | 投手       | 富士製鐵広畑   | 入団                   |
| 3位  | 西村俊二 | 内野手     | 河合楽器       | 入団                   |
| 4位  | 鈴木香   | 外野手     | 駒澤大学       | 拒否・日本鉱業日立入社 |
| 5位  | 石山一秀 | 捕手       | 平安高         | 入団                   |
| 6位  | 佐藤竹秀 | 外野手     | 日本軽金属     | 翌年シーズン後に入団   |
| 7位  | 八塚幸三 | 投手       | 四国電力       | 拒否                   |
| 8位  | 斎藤英雄 | 投手       | サッポロビール | 入団                   |
| 9位  | 辻忠嗣   | 内野手     | 三重高         | 拒否・中京大学進学     |